# Дарам (дистрикт)
Дарам је окружни дистрикт у округу Дарам, у Енглеској. Главно насеље дистрикта је град Дарам. Основан је 1. априла 1974. године спајањем рејона Дарам, Фрамвелгејта са урбаним дистриктом Брендон и Бајшотлс и руралног дистрикта Дарам. Овај дистрикт ће бити укинут у склопу структурних реформи локалних влада у Енглеској, 2009. године.

## Начелници
Начелници имају церемонијалну титулу „The Right Worshipful, The Mayor of Durham“ (слободан превод „Правични часни, начелник Дарама“). Начелници имају право на церемонијалне оружане тјелохранитеље.

### Начелници дистрикта од 1974. године
- 1974/75 Џон Џ. Рамшоу (John J. Ramshaw, B.E.M.)
- 1975/76 Клифорд Елисон (Clifford Ellison, B.E.M.)
- 1976/77 Џејмс Макинтош (James Mackintosh)
- 1977/78 Алан Томпсон (Allan Thompson, J.P.)
- 1978/79 Џозеф Едвард Рајт (Joseph Edward Wright, B.E.M., J.P.)
- 1979/80 Џејмс Бар Латимер (James Barr Lattimer, J.P.)
- 1980/81 Џозеф Силвестер Андерсон
- 1981/82 Вилијам Тејлор (William Taylor)
- 1982/83 Волтер Стобс (Walter Stobbs)
- 1983/84 Дерек Хансон (Derek Hanson)
- 1984/85 Ебенезер Шукер (Ebenezer Shuker)
- 1985/86 Алан Крукс (Alan Crooks, J.P.)
- 1986/87 Роберт Клуз (Robert Clewes)
- 1987/88 Ајви Илејн Хамфриз (Ivy Elaine Humphries)
- 1988/89 Милдред Браун (Mildred Brown)
- 1989/90 Џејмс Алфред Фирон (James Alfred Fearon)
- 1990/91 Вилијам Хенри Хартвел (William Henry Hartwell)
- 1991/92 Дејвид Бел (David Bell)
- 1992/93 Мајкл Рокфорд
- 1993/94 Морис Кратхорн (Maurice Crathorne, M.B.E.)
- 1994/95 Вилијам Дермот Кавана (William Dermot Cavanagh, M.A.)
- 1995/96 Стивен Теренс Макдонел (Stephen Terence McDonnell, D.N.)
- 1996/97 Џозеф Силвестер Андерсон
- 1997/98 Нил Грифин (Neil Griffin, B.Ed, M.A.)
- 1998/99 Дерек Јанг (Derek Young)
- 1999/00 Маргарет Адер (Margaret Adair)
- 2000/01 Џорџ Вортон (George Wharton)
- 2001/02 Џон Џорџ Каупер (John George Cowper)
- 2002/03 Ејлин Рокфорд
- 2003/04 Рејмонд Џибон (Raymond Gibbon)
- 2004/05 Мери Рут Хогуд (Mary Ruth Hawgood)
- 2005/06 Џон Џорџ Тејлор Лајтли (John George Taylor Lightley)
- 2006/07 Вилијам Џефри Лоџ (William Jeffrey Lodge)
- 2007/08 Роберт Вин (Robert Wynn)
- 2008/09 Гренвил Холанд (Grenville Holland)

## Парохије
Главна област дистрикта Дарам (која је прије 1974. године покривала град Дарам и Фрамвелгејт) не припада ниједној парохији. Остатак дистрикта је подијељен на сљедеће парохије:
- Берпарк (Bearpark)
- Белмонт (Belmont)
- Бранспет (Brancepeth)
- Брендон и Бајшотлс (Brandon and Byshottles)
- Касоп-кам-Кворингтон
- Коксхо (Coxhoe)
- Кроксдејл и Хет (Croxdale and Hett)
- Фрамвелгејт Мур (Framwellgate Moor)
- Келоу (Kelloe)
- Питингтон
- Шадфорт (Shadforth)
- Шерберн (Sherburn)
- Шинклиф (Shincliffe)
- Вест Рејнтон (West Rainton)
- Витон Гилберт (Witton Gilbert)

## Састав градског вијећа
Градско вијеће, тј. вијеће дистрикта, је сачињено од 50 одборника (енгл. councillors) који се бирају на четири године (последњи избори су били 2007. године). Тренутни политички састав обухвата 30 одборника Либералних демократа, 17 из Лабуристичке странке и 3 независна одборника. Иако је Лабуристичка странка имала убједљиву власт над облашћу све вријеме још од раних 1980их, Либерални демократе су преузели већину у вијећу 2003. године.